# 韦托尔桑蒂良
韦托尔桑蒂良，是西班牙安达卢西亚自治区格拉纳达省的一个市镇。总面积93平方公里，总人口1812人（2001年），人口密度19人/平方公里。